# Kysak
Kysak és un poble i municipi d'Eslovàquia. Es troba a la regió de Košice, a l'est del país.

## Història
La primera referència escrita de la vila data del 1330.

## Demografia
| Godina             | 1994 | 2004   | 2014   | 2024   |
| ------------------ | ---- | ------ | ------ | ------ |
| Nombre de persones | 1334 | 1395   | 1440   | 1418   |
| Diferència         |      | +4,57% | +3,22% | −1,52% |

| Godina             | 2023 | 2024   |
| ------------------ | ---- | ------ |
| Nombre de persones | 1428 | 1418   |
| Diferència         |      | −0,70% |